# Municipio de Liverpool (Pensilvania)
El municipio de Liverpool  (en inglés: Liverpool Township) es un municipio ubicado en el condado de Perry en el estado estadounidense de Pensilvania. En el año 2000 tenía una población de 966 habitantes y una densidad poblacional de 17 personas por km².

## Geografía
El municipio de Liverpool se encuentra ubicado en las coordenadas 40°35′00″N 77°00′59″O / 40.58333, -77.01639.

## Demografía
Según la Oficina del Censo en 2000 los ingresos medios por hogar en la localidad eran de $41,389 y los ingresos medios por familia eran $46,250. Los hombres tenían unos ingresos medios de $34,615 frente a los $22,407 para las mujeres. La renta per cápita para la localidad era de $18,261. Alrededor del 4,3% de la población estaban por debajo del umbral de pobreza.